# Carl Godlewski

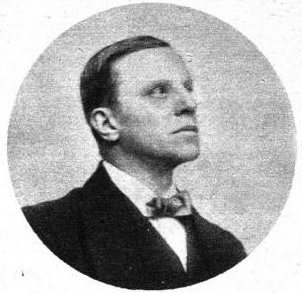
Karl Godlewski, um 1918

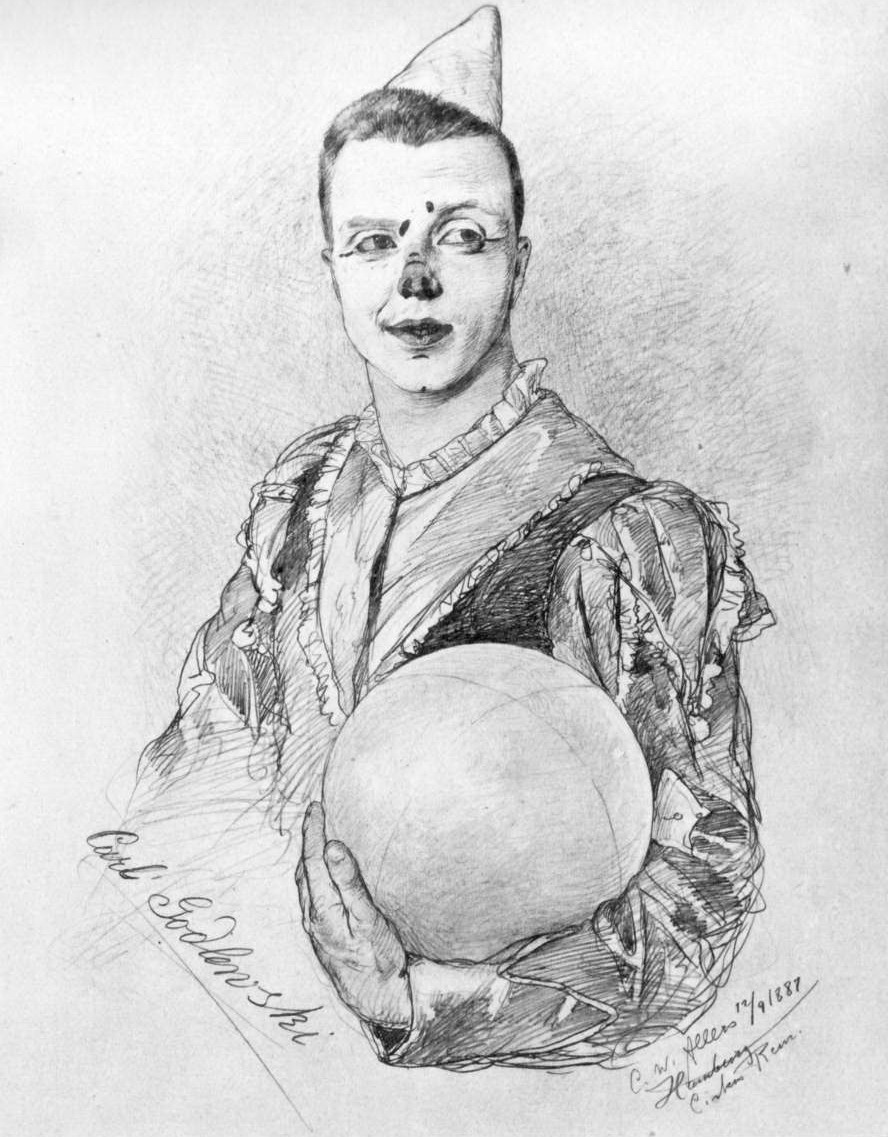
Carl Godlewski als Clown, 1887, gezeichnet von C.W.Allers

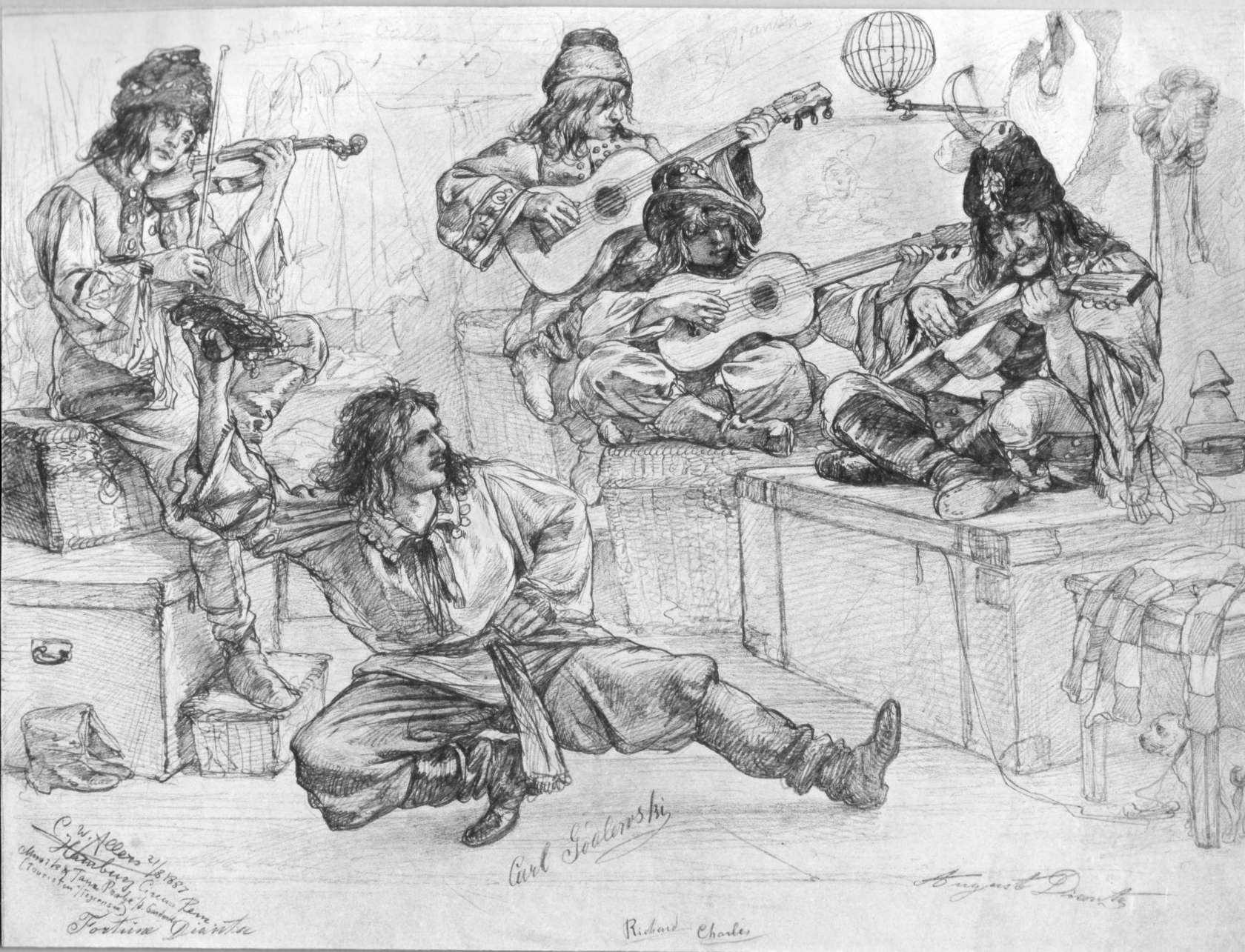
Carl Godlewski 1887, Tanzprobe im Circus Renz, gezeichnet von C.W.Allers

Carl Borromäus Godlewski (* 20. November 1862 in Dortmund; † 6. Dezember 1949 in Mödling/Niederösterreich) war ein Zirkusclown, Akrobat, Ballettmeister, Tanzlehrer und Choreograf. 

## Leben und Wirken
Godlewski war Sohn eines Baumeisters. Ohne Wissen seines Vaters erlernte er die hohe Schule zu Pferd, Trapezkunst und Akrobatik. Nach dem Tod des Vaters entschloss sich Godlewski, ein Zirkusengagement anzunehmen, aus dessen Monatsgage, 50 Rubel, auch Mutter und Schwester zu erhalten waren. Nach Jahren des Reisens mit einem Wanderzirkus wurde er von Ernst Renz (1815–1892) nach Berlin engagiert, wo er (vor allem im Circus Renz) als Clown und Schleuderbrettspringer, der Elefanten und Soldatenkompanien mit aufgesetzten Bajonetten übersprang, bekannt wurde und in der Folge Weltpreise gewann.
Godlewski war bereits eine Berühmtheit, als Wilhelm Jahn (1835–1900) ihn 1893 aus Berlin an die Wiener Hofoper holte. Schon im ersten Jahr seines Engagements war er einer der meistbeschäftigten Mitglieder des Corps.
Aufgrund seines Ansehens wurde er um die Jahrhundertwende als Tanzmeister zu Hof berufen. Er tanzte mit Grete Wiesenthal, wurde Erster Mimiker und Solotänzer des Wiener Hofopernballetts und 1918/19, kurz bevor das Erzhaus seinen Einfluss über diese Bühne verlor, (als Nachfolger von Joseph Haßreiter) noch dessen Ballettmeister.
Als Godlewski im Frühjahr 1918 das Jubiläum von 25 Jahren Zugehörigkeit zur k.k. Hofoper feierte, blickte er auf 1770 Aufführungen zurück.
Godlewski choreografierte zahlreiche Ballette an der Wiener Oper, unter anderem die Uraufführung von Erich Wolfgang Korngolds Erstlingswerk, der Pantomime Der Schneemann (1910). Außerdem konzipierte er große Revuen für das breite Publikum, wie zum Beispiel Die Reise um die Welt in 80 Tagen (1905) in der Wiener Olympia-Arena, die mit 4000 Plätzen eines der größten Theater Europas war.
Godlewskis Karriere demonstriert die in Wien vor dem Ersten Weltkrieg vorherrschende Kulturpolitik mit ihrer Bildungsfeindlichkeit und Sympathie für Populärkultur sowie der erklärten Toleranz während der antisemitischen Strömungen zur Zeit des Wiener Bürgermeisters Karl Lueger.
Carl Godlewski war seit 1889 mit der Tänzerin Maria Ludmilla (auch: Lola) Klahs (1868–1934) verheiratet, mit der er 1914 auf seinem Landsitz in Tulln an der Donau Silberne Hochzeit feierte.
Im Jahr 1955 wurde in Wien-Donaustadt (22. Bezirk) die Godlewskigasse nach ihm benannt.

## Arbeiten
- —, M(oritz) Kronfeld: Bediene dich selbst! Einactiges Ballett mit Vorspiel. Selbstverlag, Wien 1898, OBV.
- Carl Frühling (Musik), —, Max Lewis: Watteau. Ballet Pantomime in einem Act. Musikdruck. Josef Eberle, Wien (1900), OBV.
- —, Ernst Moriz Kronfeld, Rudolf Gutmannsthal (Musik): Wenn die Katze nicht zu Hause ist … Ballet-Pantomime. Selbstverlag, Wien 1901, OBV.
- Julius Lehnert, Léo Delibes (Musik), Léon Minkus (Musik), — (Choreografie): Rübezahl. Ballet in einem Akt. Wallishausser’sche k.u.k. Hofbuchhandlung, Wien 1910, OBV.